# Keltisk kristendom

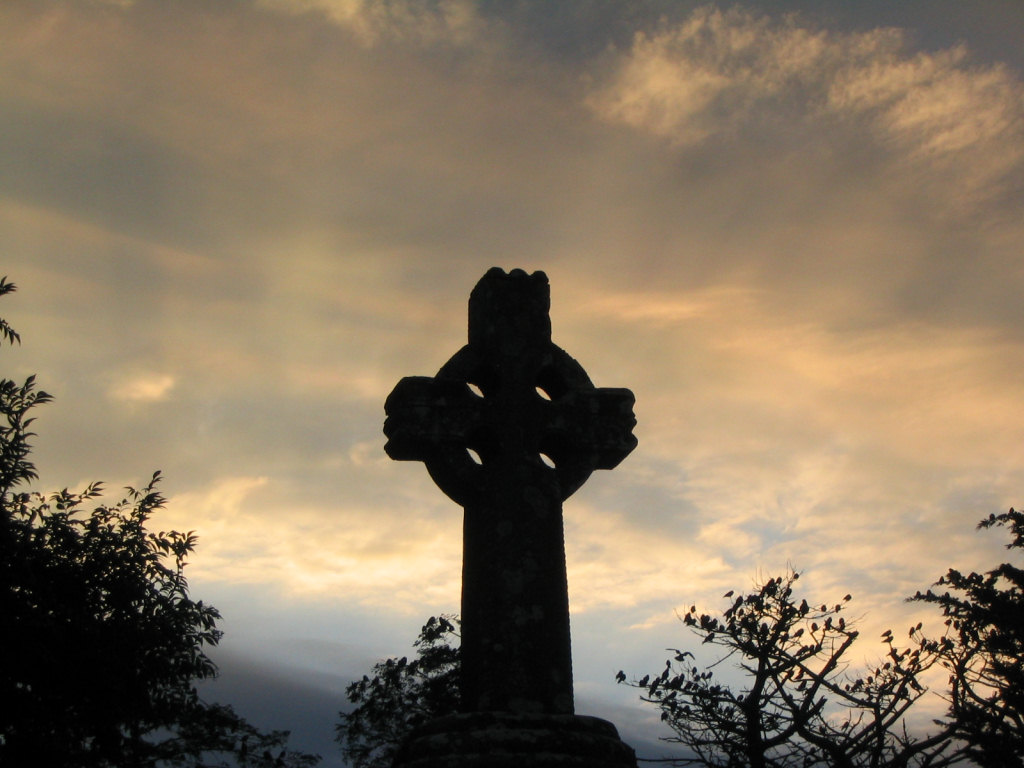
Ett keltiskt kors i Knock på Irland.

Keltisk kristendom är ett samlingsnamn för vissa företeelser inom kristendomen så som den utövades i den keltisktalande världen under tidig medeltid. Olika författare har haft olika syn; en del har beskrivit förekomsten av en utpräglad keltisk kyrka som utövade chalcedonsk kristendom, som enade de keltiska folken och skiljer dem därmed från det som kom att bli den romersk-katolska kyrkan i och med den östliga schismen. Andra historiker beskriver keltisk kristendom som en särpräglad trospraxis i de aktuella områdena. Den förra uppfattningen avvisas numera helt av historiker, men man noterar att det fanns vissa traditioner och praxis som förekom såväl i de iriska som i de brittaniska kyrkorna, men inte i den kristna världen i allmänhet. Bland dessa märks sättet att beräkna påsk, stilen på den tonsur man kunde anlägga, ett unikt botgöringssystem och att det var populärt att "gå i exil för Kristus". Därutöver fanns det olika praxis som utvecklades i vissa delar av Britannien och Irland, men som inte tycks ha spritt sig utanför respektive region. Begreppet keltisk kristendom betecknar därför regionala sedvanor som utmärkte vissa av kyrkorna på Brittiska öarna, snarare än specifika teologiska olikheter.
"Den keltiska kyrkan" som begrepp anses därför vara missvisande eftersom det skulle ha inneburit att det fanns en enad och identifierbar kyrka, helt skild från resten av den västerländska kristendomen. En annan term som förekommer är "insulär kristendom". Patrick Wormald säger att "en vanlig missuppfattning är att det skulle ha funnits en "romersk kyrka" som den "keltiska kyrkan" stod i motsatt förhållande till" På tyska används begreppet Iroschottisch där Lutz von Padberg på samma sätt som Wormald pekar på det orimliga i tanken att det skulle funnits en direkt och motsatt skillnad mellan irländsk-skotsk och romersk kristendom. De keltiska områdena var en del av den romersk-katolska kristendomen i en tid då det fanns betydande skillnader i liturgi och struktur, men med en generell vördnad för biskopen av Rom, som inte var mindre i de keltiska områdena än någon annanstans.
Det är emellertid möjligt att diskutera utvecklingen och spridningen av en tydlig keltisk tradition, särskilt under 500- och 600-talet. Vissa av inslagen i dessa traditioner kan ha förts till Irland av Sankt Patrik. Senare kan andra inslag ha letat sig till Britannien från Irland med den irländsk-skotska missionen under Sankt Columba. De iriska, walesiska, skotska, britanniska, korniska och Manx-kyrkornas historia skiljer sig markant åt efter 700-talet (bland annat med resultatet att det till och med fanns olika iriska traditioner). Senare intresse för ämnet har bland annat lett till ett antal nykyrkliga rörelser, som skapat egna versioner av vad man anser vara keltisk kyrkopraxis.

## Definition
Keltisk kristendom som begrepp har uppfattats och beskrivits på olika sätt från tid till annan. Beskrivningarna säger vanligen mer om den tid vid vilken de skrevs, än om den historiska betydelsen av kristendomen i den tidigmedeltida keltisktalande världen, och många uppfattningar har avskrivits i nutida akademisk forskning. En särskilt vanlig företeelse som tillskrivs den keltiska kristendomen är att den skulle vara markant skild - och vanligen stå i motsatsförhållande till - den romersk-katolska kyrkan.  Bland andra påståenden märks att den keltiska kristendomen inte skall ha accepterat påvens överhöghet, att den var mindre auktoritär än den katolska kyrkan, att den var mer spirituell, hade en mer välvillig syn på kvinnor och att den var mer positivt inställd till keltisk polyteism. En syn, vilken fick särskild draghjälp av den samtida forskningen, var att det skulle ha funnits en "keltisk kyrka", i meningen en tydligt organiserad kristen organisation eller tro som förenade de keltiskspråkiga folken och skilde dem från den romersk-katolska kyrkan på det europeiska fastlandet. I sin Study of History gick Toynbee så långt att han kopplade keltisk kristendom till en "förtryckt västlig civilisation", det vill säga embryot till en ny samhällsbildning vars tillväxt hindrades av den romersk-katolska kyrkan, av vikingar och normander. Andra har nöjt sig med att tala om en keltisk kristendom med särskilda traditioner och trossatser, som var reella för kelterna.
Modern forskning har konstaterat att alla dessa påståenden är behäftade med större eller mindre fel och anser att själva termen "keltisk kristendom" är problematisk. Konceptet med en "keltisk kyrka" tillbakavisas kraftfullt av forskningen på grund av bristen på bevis för detta. Visserligen fanns det såväl brittaniska som iriska kyrkotraditioner, med sin respektive praxis och det fanns även stora, lokala variationer inom de båda trossfärerna. Även om det fanns gemensamma traditioner mellan såväl den iriska som den britanniska kyrkan var dessa ganska få. Inte heller uppstod dessa likkheter på grund av att deras upptagnigsområden var särskilt "keltiska", utan på grund av andra historiska och geografiska faktorer. Till detta kommer att de kristna på Irland och i Britannien inte var antiromerska, utan tvärtom vördade man Rom och påvens auktoritet lika högt i keltiska områden som i andra delar av Europa. Caitlin Corning konstaterade att "irerna och britannerna inte var mer kvinnoförespråkande, miljömedvetna eller ens mer spirituella än resten av kyrkan."
Corning noterade vidare att forskningen identifierat tre huvudsakliga tankegångar kring vad som kan ha influerat de så populära uppfattningarna om keltisk kristendom. Den första uppstod under den engelska reformationen, då Church of England förklarade sig fri från påvlig överhöghet. Samtida protestantiska skribenter skapade en bild av en infödd brittisk kristendom som stod i motsats till den "utländska" romersk-katolska kyrkan och som var renare och proto-protestantisk till sin natur. De hävdade att de reformerade brittiska och irländska kyrkorna inte grundade en ny kyrka, utan att man kastat av sig Roms bojor och återvänt till sina sanna rötter som de inhemskt nationella kyrkorna i Storbritannien. Tankarna om en keltisk kristendom utvecklades ytterligare under romantiken med början under 1700-talet, särskilt vad det gällde den romantiska uppfattningen om den "ädle vilden" och de förment reella egenskaperna hos den "keltiska rasen". Romantikerna idealiserade kelterna som ett primitivt, idylliskt folk som var mycket mer poetiskt, spirituellt och mer fritt från rationalism än dess grannar. Kelterna ansågs ha en inre, spirituell natur som lyste igenom även efter att deras form av kristendom hade förstörts av det auktoritära och rationella Rom. Under 1900- och 2000-talet har dessa idéer, tillsammans med attraktionen hos en del moderna kyrkor och neopaganistiska samt New Age-grupper, påverkat dem i deras strävan att försöka återfinna något av den urgamla spiritualism som man anser saknas i samtiden. För dessa grupper blir keltisk kristendom en kod för vad man än anser saknas i den moderna trosupplevelsen. Corning noterade att detta faktum säger mer om moderna behov än om kristendomens verklighet under tidig medeltid.

### Översättning
Den här artikeln är helt eller delvis baserad på material från engelskspråkiga Wikipedia.